# Državno prvenstvo 1926
Il Prvenstvo Kraljevine Srba, Hrvata i Slovenaca u nogometu 1926 (campionato di calcio del Regno dei Serbi, Croati e Sloveni 1926), conosciuto anche come Državno prvenstvo 1926 (campionato nazionale 1926) fu la quarta edizione della massima serie del campionato jugoslavo di calcio disputata tra l'11 luglio e il 25 luglio 1926 e conclusa con la vittoria del Građanski Zagabria, al suo secondo titolo.

## Qualificazioni
| Città    | Sottofederazione               | Vincitrice ed ammessa al campionato nazionale |
| -------- | ------------------------------ | --------------------------------------------- |
| Lubiana  | Ljubljanski nogometni podsavez | Ilirija                                       |
| Zagabria | Zagrebački nogometni podsavez  | Građanski Zagabria                            |
| Osijek   | Osječki nogometni podsavez     | Slavija Osijek                                |
| Subotica | Subotički nogometni podsavez   | Bačka Subotica                                |
| Belgrado | Beogradski loptački podsavez   | Jugoslavija                                   |
| Sarajevo | Sarajevski nogometni podsavez  | SAŠK                                          |
| Spalato  | Splitski nogometni podsavez    | Hajduk Spalato                                |

## Campionato nazionale
Le 7 squadre disputarono un torneo a eliminazione diretta con gare singole. Lo Slavija fu esentato dal disputare il primo turno.

### Quarti di finale
| Arbitro: | Stanojlo Joksić (Belgrado) |

|                                                             |           |            |
| Giller 2’, 24’, 27’ (rig.) 31’, 34’, 47’ (rig.) Ábrahám 37’ | Marcatori | 13’ Herman |

| Arbitro: | Artur Dubravčić (Zagabria) |

|                             |           |                                                                                        |
| Šarčević 35’ Poljaković 81’ | Marcatori | 17’, 34’, 63’, 74’, 88’ Petković 24’, 37’, 53’, 66’, 79’, 86’ D. Jovanović 80’ Sekulić |

| Arbitro: | Ernest Fabris (Zagabria) |

|                  |           |                        |
| R. Njemčević 86’ | Marcatori | 11’ Benčić 74’ Lemešić |

### Semifinali
| Arbitro: | Viktor Vodišek (Lubiana) |

|                                                            |           |  |
| Giller 65’, 83’ (rig.) 86’ Hitrec 25’, 55’, 89’ Perška 58’ | Marcatori |  |

| Arbitro: | Heinrich Csajagi (Subotica) |

|                                                      |           |               |
| Petković 1’ Sekulić 24’, 66’ Luburić 83’, 87’ (rig.) | Marcatori | 40’ Markovina |

### Finale
| Arbitro: | Anton Felver (Sarajevo) |

|                              |           |              |
| Perška 40’ Giller 87’ (rig.) | Marcatori | 16’ Petković |

## Statistiche

### Classifica marcatori
| Gol |  |  | Giocatore         | Squadra            |
| --- |  |  | ----------------- | ------------------ |
| 10  |  |  | Franjo Giller     | Građanski Zagabria |
| 7   |  |  | Dušan Petković    | Jugoslavija        |
| 6   |  |  | Dragan Jovanović  | Jugoslavija        |
| 3   |  |  | Rudolf Hitrec     | Građanski Zagabria |
| 3   |  |  | Branislav Sekulić | Jugoslavija        |
| 2   |  |  | Emil Perška       | Građanski Zagabria |
| 2   |  |  | Stevan Luburić    | Jugoslavija        |

Fonte: Gola istina: kraljevi strelaca

### Classifica
Classifica non ufficiale, il torneo aveva il format di coppa.
|                   | Pos. | Squadra            | Pt | G | V | N | P | GF | GS | QR    |
| ----------------- | ---- | ------------------ | -- | - | - | - | - | -- | -- | ----- |
|                   | 1.   | Građanski Zagabria | 6  | 3 | 3 | 0 | 0 | 16 | 2  | 8,000 |
|                   | 2.   | Jugoslavija        | 4  | 3 | 2 | 0 | 1 | 18 | 5  | 3,600 |
|                   | 3.   | Hajduk Spalato     | 2  | 2 | 1 | 0 | 1 | 3  | 6  | 0,500 |
|                   | 4.   | Slavija Osijek     | 0  | 1 | 0 | 0 | 1 | 0  | 7  | 0,000 |
|                   | 5.   | SAŠK               | 0  | 1 | 0 | 0 | 1 | 1  | 2  | 0,500 |
|                   | 6.   | Ilirija            | 0  | 1 | 0 | 0 | 1 | 1  | 7  | 0,142 |
|                   | 7.   | Bačka Subotica     | 0  | 1 | 0 | 0 | 1 | 2  | 12 | 0,166 |
| Fonte: exyufudbal |      |                    |    |   |   |   |   |    |    |       |